# Renato Assis da Silva
Renato Assis da Silva (* 26. Juli 1983 in Colinas do Tocantins), meist Renato Silva genannt, ist ein brasilianischer Fußballspieler.

## Erfolge
Goiás
- Copa Centro-Oeste: 2002

Flamengo
- Copa do Brasil: 2006

Fluminense
- Copa do Brasil: 2007

CR Vasco da Gama
- Copa do Brasil: 2011